# Melicope latifolia
Melicope latifolia (лат.) — вид деревянистых растений рода Меликопа (Melicope) семейства Рутовые (Rutaceae).
Эпитет «latifolia» в названии означает «широколиственный».

## Описание
Произрастает как дерево или кустарник до 30 метров в высоту. Соцветия достаточно плотные и достигают 24 см в длину. Плоды эллиптические и достигают 0,45 см в длину.

## Распространение
Ареал расположен от Малезийской области до Папуасии и в Самоа. В Сабахе его среда обитания: леса и открытые места от уровня моря до высоты 600 метров.

## Использование
В Западной Малайзии и Индонезии листья используют для лечения спазма и лихорадки. В Индонезии смола используется в качестве лака или клея.

## Таксономия
Melicope latifolia (DC.) T.G.Hartley, Sandakania 4: 72. 1994.
Синонимы
- Euodia latifolia DC., Prodr. 1: 724. 1824. basionym